# Cymbalism
Cymbalism — студійний альбом американського джазового ударника Роя Гейнса, випущений у 1963 році лейблом New Jazz.

## Опис
У 1960-х роках Рой Гейнс часто записувався як сесійний музикант/акомпаніатор, однак ударник не записував багато альбомів як соліст. Cymbalism, який був записаний на легендарній студії Руді Ван Гелдера у 1963 році, є одним серед тих небагатьох альбомів, які Гейнс записав для дочірнього лейблу Prestige, New Jazz. На цій сесії ударник очолює акустичний квартет, який включає Френка Строзьє на альт-саксофоні та флейті, Ронні Метьюза на фортепіано, та Ларрі Рідлі на контрабасі; ці музиканти записали альбом у стилі хард-боп/пост-боп, який здається відберто непередбачуваним.

## Список композицій
1. «Modette» (Френк Строзьє) — 9:47
2. «I'm Getting Sentimental Over You» (Джордж Бассман, Нед Вашингтон) — 5:36
3. «Go 'n' Git It!» (Ронні Метьюз) — 3:52
4. «La Palomeinding» (Френк Строзьє) — 6:40
5. Медлі: «Hag»/«Cymbalism»/«Oleo» (Френк Строзьє/Річард Ваєндс, Рой Гейнс/Сонні Роллінс) — 11:05

## Учасники запису
- Рой Гейнс — ударні
- Френк Строзьє — альт-саксофон, флейта
- Ронні Метьюз — фортепіано
- Ларрі Рідлі — контрабас

Технічний персонал
- Оззі Кадена — продюсер
- Руді Ван Гелдер — інженер
- Дон Шліттен — фотографія, дизайн (обкладинка)
- Він Гейнс — текст